# Las siete cucas
Las siete cucas es una película dramática mexicana de 1981 dirigida por Felipe Cazals y protagonizada por Amparo Muñoz e Isela Vega.

## Sinopsis
El campesino Cuco y su mujer tienen seis hijas que son conocidas como las cucas. Tras el suicidio de Cuco las hijas son repudiadas en el pueblo por eso, pero ellas y su madre montan un prostíbulo para sobrevivir. Los clientes deben hacer reverencias a un retrato de Cuco. La moral del pueblo se resquebraja pues los hombres no salen de la casa de Las Cucas. Sólo la menor de las ellas se conserva virgen para que sus hermanas y su madre la casen después vestida de blanco. Las mujeres del pueblo piden entonces ayuda al gobernador.